# 1461

## Родени
- Ан дьо Божьо, регентка на Франция